# マスト・B・21
『マスト・B・21』（21Must B 21）は、ウィル・アイ・アムの2枚目のコンパイレイションアルバムである。2003年9月23日にリリースされた。このアルバムの17番目の収録曲であるGo!は、ビデオゲーム、NBAライブ2005およびMadden NFL 2005で使われている。

## トラックリスト
1. "Take It" (with KRS-One) - 2:49
2. "Nahh Mean" (with ファイフ・ダグ) - 3:48
3. "B Boyz" (with スーパーナチュラル) - 2:56
4. "Here 2 Party" (with FLII, プラネット・エイジア & Krondon) - 3:12
5. "Bomb Bomb" (Interlude) - 0:23
6. "Bomb Bomb" (with スーパーナチュラル) - 3:25
7. "Swing By My Way" (with ジョン・レジェンド) - 3:49
8. "It's Okay" (with トリプル・セヴン & ダンテ・サンディエーゴ) - 3:39
9. "Mash Out" (Interlude) - 0:28
10. "Mash Out" (with MCライト & ファーギー) - 3:09
11. "Ride Ride" (with ジョン・レジェンド) - 3:16
12. "Sumthing Special" (with Niu, ダンテ・サンディエーゴ & タブー) - 3:55
13. "Sumthing Special" (Interlude) - 0:50
14. "I'm Ready (Y'all Ain't Ready For This)" (with Phil Da Agony, スーパーナチュラル & タッシュ) - 3:40
15. "We Got Chu" (with プラネット・エイジア & FLII) - 3:52
16. "Go!" (Interlude) - 1:32
17. "Go!" - 3:54